# Паньково (Ленинградская область)
Паньково — деревня в Борском сельском поселении Бокситогорского района Ленинградской области.

## История
Смежные деревни Панково и Заречье упоминаются на карте Санкт-Петербургской губернии 1792 года, А. М. Вильбрехта.

ПАНЬКОВО — деревня Забрусенского общества, прихода Колбицкого погоста. Ручей Никомля.

Крестьянских дворов — 8. Строений — 21, в том числе жилых — 12.

Число жителей по семейным спискам 1879 г.: 19 м. п., 21 ж. п.; по приходским сведениям 1879 г.: 17 м. п., 20 ж. п.

ЗАРЕЧЬЕ — деревня Заречского общества, прихода Колбицкого погоста. Ручей Никомля.

Крестьянских дворов — 7. Строений — 18, в том числе жилых — 11.

Число жителей по семейным спискам 1879 г.: 24 м. п., 25 ж. п.; по приходским сведениям 1879 г.: 22 м. п., 25 ж. п.

В конце XIX — начале XX века деревни административно относились к Большегорской волости 3-го земского участка 1-го стана Тихвинского уезда Новгородской губернии.

ПАНЬКОВО — деревня Забрусенского общества, дворов — 13, жилых домов — 19, число жителей: 37 м. п., 31 ж. п.
 
Занятия жителей — земледелие, лесные промыслы. Река Никомля. Смежна с деревней Заречье. 
 
ЗАРЕЧЬЕ — деревня Забрусенского общества, дворов — 9, жилых домов — 15, число жителей: 25 м. п., 24 ж. п.
 
Занятия жителей — земледелие, лесные промыслы. Река Никомля. Смежна с деревней Паньково. 
(1910 год)

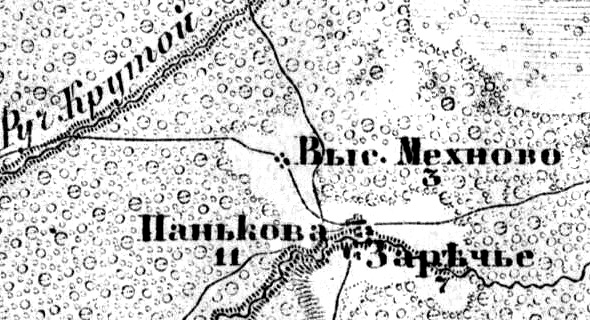
Деревня Паньково на карте 1913 года

Согласно карте Новгородской губернии 1913 года, деревня называлась Панькова и насчитывала 11 крестьянских дворов, смежно с ней находилась деревня Заречье из 7 дворов, к северу от деревни находился выселок Мехново.
По данным 1933 года деревня Паньково входила в состав Больше-Горского сельсовета Тихвинского района.
По данным 1966 года деревня Паньково входила в состав Большегорского сельсовета.
По данным 1973 и 1990 годов деревня Паньково входила в состав Борского сельсовета.
В 1997 году в деревне Паньково Борской волости проживал 1 человек, в 2002 году — 5 человек (все русские).
В 2007 и 2010 годах в деревне Паньково Борского СП постоянного населения не было.

## География
Деревня расположена в юго-западной части района к востоку от автодороги 41К-034 (Пикалёво — Струги — Колбеки).
Расстояние до административного центра поселения — 23 км.
Расстояние до районного центра — 10 км. 
Через деревню протекает ручей Никомля.

## Демография
| 1997 | 2002 | 2007 | 2010 | 2013 | 2014 | 2017 |
| ---- | ---- | ---- | ---- | ---- | ---- | ---- |
| 1    | ↗5   | ↘0   | →0   | →0   | →0   | ↗8   |

## Инфраструктура
На 2017 год в деревне было зарегистрировано 2 домохозяйства.